# Hilarion (metropolita kijowski)
Hilarion, cs. Иларион, Iłarion, st.rus. Ларион Рѹсин (zm. 1054, 1067 lub ok. 1088) – pierwszy metropolita kijowski wywodzący się z Rusi.

## Życiorys
Przed objęciem urzędu metropolity służył w cerkwi domu książęcego na Berestowie. Wyróżniał się pobożnością oraz posiadanym wykształceniem. Według hagiografii prowadził życie ascetyczne: wykopał dla siebie pieczarę nad brzegiem Dniepru i spędzał w niej długie godziny na modlitwie. Śluby mnisze miał złożyć przed św. Antonim Pieczerskim. Polski XIX-wieczny historyk Eustachy Iwanowski zapisał, iż w 1051 „pierwszy zaczął kopać pieczary i sprzeciwiał się jawnie Konstantynopolitańskiej syzmie”. Wymieniona data 1051 jest datą wyboru Hilariona na urząd metropolity kijowskiego. Był to pierwszy przypadek wyboru na ten urząd duchownego pochodzenia ruskiego, którego wskazał sobór lokalnych biskupów (pod decydującym wpływem Jarosława Mądrego). Do tej pory metropolici byli Grekami wyznaczanymi przez patriarchę Konstantynopola. Jarosław Mądry doprowadził do wyboru i intronizacji Hilariona (jednego z jego najbliższych współpracowników), nie uzyskując zgody patriarchy, który pozostawał zwierzchnikiem wszystkich administratur chrześcijańskich na ziemiach ruskich, stąd część historyków uważa ten fakt za symboliczny wyraz zerwania przez Ruś zależności kanonicznej od Patriarchatu Konstantynopolitańskiego; w rzeczywistości jednak trwała ona jednak nadal.
Dalsza działalność Hilariona nie jest opisywana w źródłach. Istnieją jedynie wzmianki informujące, iż przywiązywał on znaczną wagę do kształcenia społeczeństwa. Metropolita nie uczestniczył w pogrzebie Jarosława Mądrego w 1054, zaś pod datą 1055 jest już w kronikach wymieniany metropolita Efrem, z pochodzenia Grek. W związku z tym część badaczy jest zdania, iż Hilarion zmarł na krótko po objęciu urzędu (być może w 1053). Zdaniem M. Prysełkowa Hilarion mógł złożyć śluby mnisze wielkiej schimy z imieniem Nikon, osiedlić się w Monasterze Kijowsko-Pieczerskim i tam uczestniczyć w tworzeniu latopisu, nazwanego następnie Pieczerskim, powstałego w 1073. Według innych badaczy po porozumieniu z Bizancjum w 1052 Jarosław Mądry był zmuszony usunąć Hilariona z urzędu metropolity i zgodzić się na wyznaczenie na jego następcę Greka.
W historii literatury staroruskiej Hilarion zapisał się jako autor kazania zatytułowanego Słowo o zakonie i łasce (oryg. Слово о законе и благодати, które najprawdopodobniej napisał i wygłosił jeszcze przed przyjęciem chirotonii biskupiej. W pierwszej części mowy głosi wyższość chrześcijaństwa nad judaizmem, w drugiej – gloryfikuje Włodzimierza Wielkiego oraz Jarosława Mądrego, który prawdopodobnie słuchał opisywanego kazania. Wystąpienie Hilariona, naśladujące bizantyńskie tzw. kazania uroczyste, stało się następnie wzorcem dla innych ruskich duchownych.
Hilarion został uznany za świętego przez Kościół prawosławny; jego wspomnienie przypada 28 lipca (według kalendarza juliańskiego).